# Cordia mandimbana
Cordia mandimbana är en strävbladig växtart som beskrevs av E.S. Martins. Cordia mandimbana ingår i släktet Cordia, och familjen strävbladiga växter. Inga underarter finns listade i Catalogue of Life.